# Saas im Prättigau
Pour les articles homonymes, voir Saas.
Saas, appelée également Saas im Prättigau, est une localité et une ancienne commune suisse du canton des Grisons, située dans la région de Prättigau/Davos et la vallée du Prättigau.

## Géographie

Vue aérienne (1954)

Saas se trouve juste après Küblis et domine la route allant à Serneus, le long de la vallée de la Landquart.

## Histoire
Le 1er janvier 2016, elle a été incorporée dans la commune voisine de Klosters-Serneus.